# Praecausa
Praecausa (łac. Praecausensis) – stolica historycznej diecezji w Cesarstwie rzymskim w prowincji Byzacena, współcześnie w Tunezji. Obecnie katolickie biskupstwo tytularne. Od 1989 biskupem tytularnym Praecausy jest Józef Wysocki biskup pomocniczy elbląski, wcześniej również jako biskup pomocniczy warmiński. 

## Biskupi tytularni
| Lp. | Biskup                         | Funkcja                                                                      | Od                | Do               |
| --- | ------------------------------ | ---------------------------------------------------------------------------- | ----------------- | ---------------- |
| 1   | Manuel de Medeiros Guerreiro   | biskup senior Nampula, (Mozambik)                                            | 30 listopada 1966 | 27 stycznia 1971 |
| 2   | Rosalio José Castillo Lara SDB | biskup koadiutor Trujillo (Wenezuela) arcybiskup – pracownik Kurii Rzymskiej | 26 marca 1973     | 25 maja 1985     |
| 3   | Joseph Gerry OSB               | biskup pomocniczy Manchester (USA)                                           | 4 lutego 1986     | 27 grudnia 1988  |
| 4   | Józef Wysocki                  | biskup pomocniczy warmiński biskup pomocniczy elbląski                       | 6 kwietnia 1989   |                  |